# Félix María Arocena
Félix María Arocena Solano (San Sebastián, Guipúzcoa, 18 de octubre de 1954) es un sacerdote y escritor español, autor de numerosos libros y ensayos sobre teología y liturgia; profesor ordinario en la Universidad de Navarra, y profesor visitante en la Universidad Eclesiástica San Dámaso de Madrid. Ordenado sacerdote el 30 de agosto de 1981 e incardinado en la Prelatura del Opus Dei.

## Vida
Félix María Arocena se licenció en Ciencias Físicas en la Universidad del País Vasco (1978). Estudió en la Facultad de Derecho Canónico de la Universidad de Navarra, donde defendió su Tesis doctoral dirigida por Pedro Lombardía en 1982 con el título "Los rescriptos en los trabajos de codificación de 1917". Más adelante, también en la Universidad de Navarra, se licenció en Sagrada Teología y defendió su Tesis doctoral con el título "Las preces de la Liturgia horarum - Una aproximación teológico-litúrgica a los formularios pascuales" (Libreria Editrice Vaticana, 2003). Con esta investigación obtuvo el Premio extraordinario en 2002. Completó su formación académica realizando estudios de especialización en el Pontificio Istituto Liturgico Sant’Anselmo (Roma).
Es profesor ordinario de Teología Sacramentaria y Liturgia en la Facultad de Teología de la Universidad de Navarra, y profesor visitante en la Facultad de Teología de la Universidad Eclesiástica San Dámaso, en Madrid. Colabora con el Secretariado Nacional de Liturgia de la Conferencia Episcopal Española.
Sus áreas de investigación se centran en la Himnodia romana; el Misal y Oficio divino de las liturgias occidentales; y el Rito Hispano-Mozárabe. Algunas de sus publicaciones han sido utilizadas por la Archidiócesis de La Habana o por el Instituto de Ciencias Religiosas San Dámaso (Madrid), que propone a uno de sus manuales publicado en 2013 como texto guía para la labor docente.

## Academias y Asociaciones a las que pertenece
- Académico Ordinario de la Pontificia Academia Latinitatis (Roma)[6][7]
- Académico Correspondiente de la Pontificia Academia di Teologia (Roma)[8]
- Académico Correspondiente de la Real Academia de Doctores de España (Madrid)[9][10]
- Collegium Doctorum de la colección "Veritatem inquiere-Liturgiae Fontes et Studia", patrocinada por la Universidad Lateranense y la Universidad Nicolás Copérnico de Torun (Polonia)
- Asociación Española de Profesores de Liturgia - AEPL (Madrid)[11]

## Bibliografía

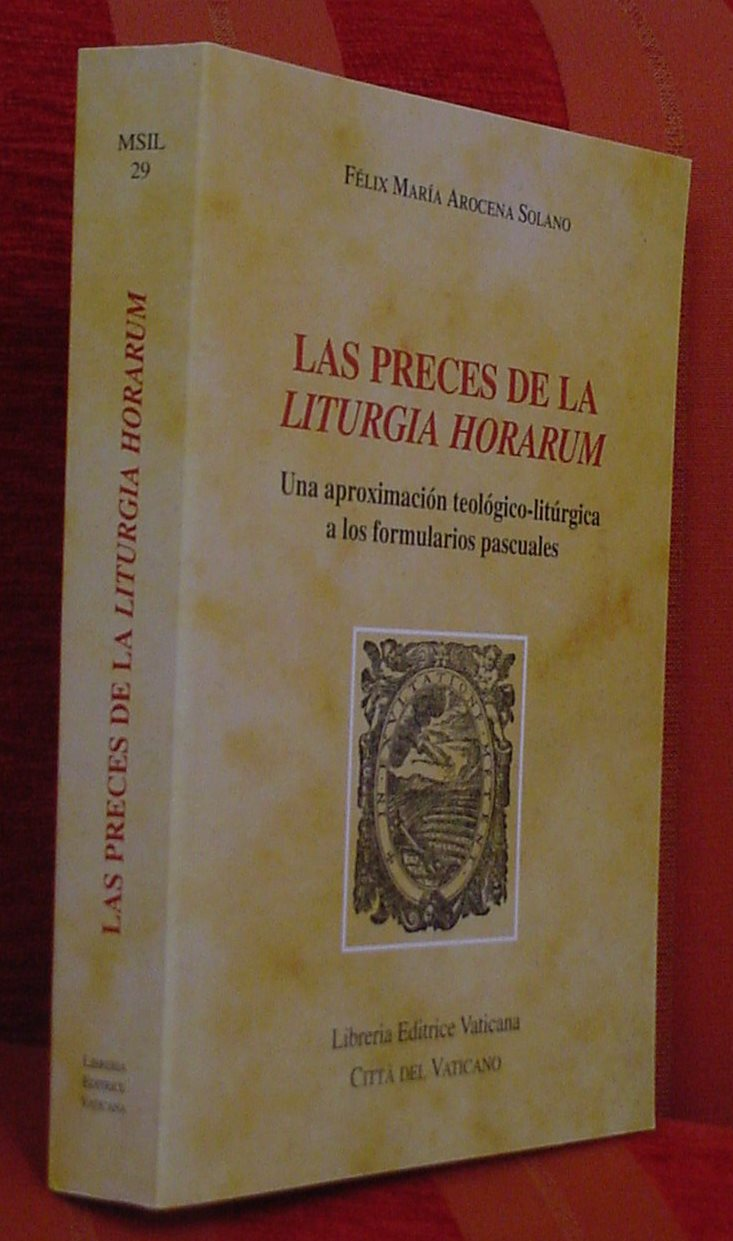
Las Preces de la Liturgia Horarum.